# راديو وتلفزيون التلال الألف الحرة
Radio Télévision Libre des Mille Collines ( RTLM ) ( كينيارواندا:Radiyo yigenga y'imisozi igihumbi)، الملقبة بـ " إذاعة الإبادة الجماعية " أو " إذاعة قوة الهوتو "، كانت محطة إذاعية رواندية بثت من 8 يوليو 1993 إلى 31 يوليو 1994. وقد لعبت دورًا مهمًا في التحريض على الإبادة الجماعية في رواندا التي وقعت من أبريل إلى يوليو 1994، ووصفها بعض العلماء بأنها كانت بمثابة ذراع فعلية لنظام الهوتو في رواندا . 

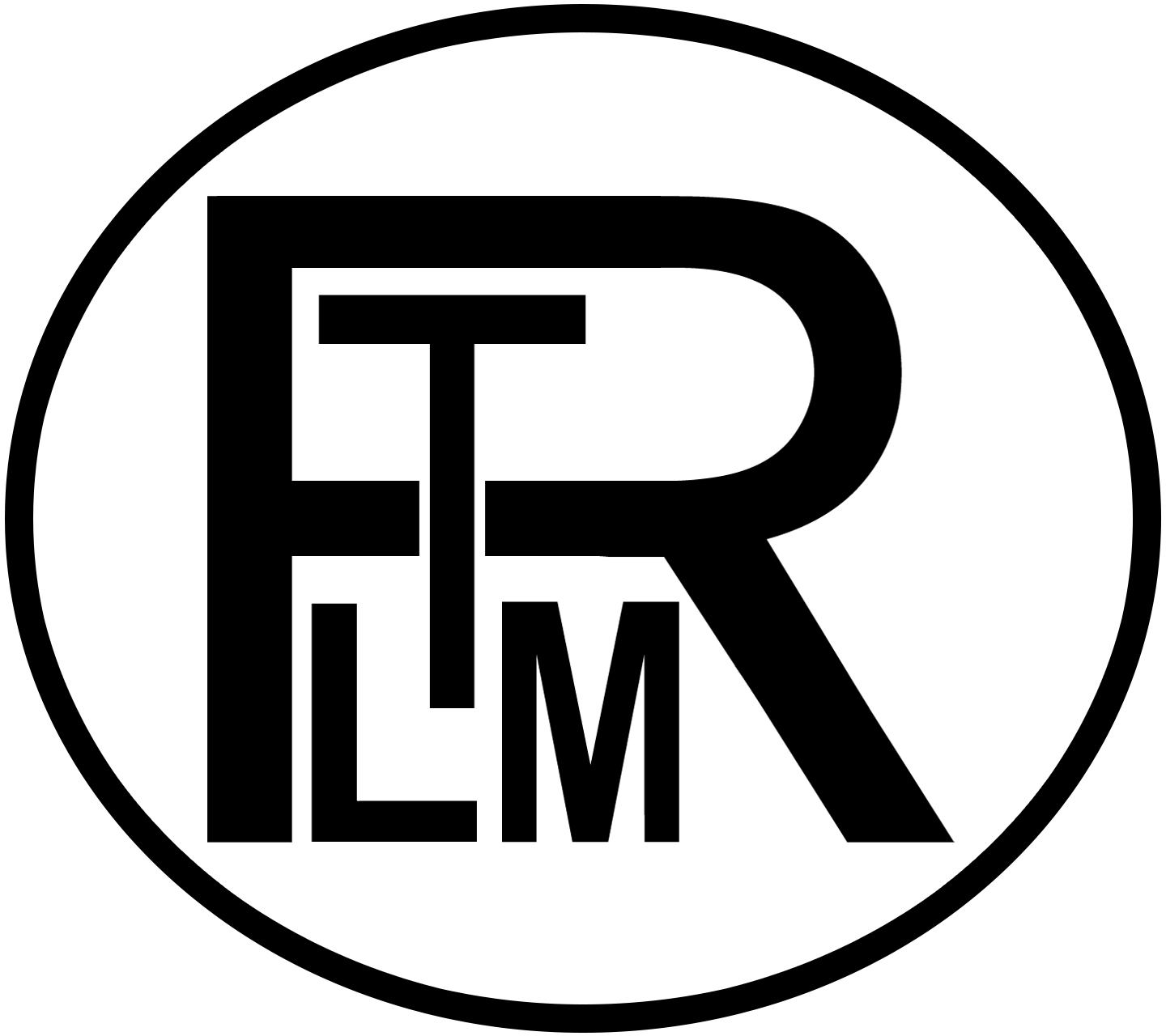
حرف واحد فقط من راديو وتلفزيون Libre des Mille Collines

اسم المحطة هو عبارة عن كلمة فرنسية تعني "إذاعة وتلفزيون مجاني لألف تلة"، مشتقة من وصف رواندا بأنها "أرض الألف تلة" . وقد تلقت دعمًا من إذاعة رواندا التي تسيطر عليها الحكومة، والتي سمحت لها في البداية بالبث باستخدام معداتها. 
وقد حظي البرنامج باستماع واسع النطاق من جانب عامة الناس، وقد بث دعاية كراهية ضد التوتسي ، والهوتو المعتدلين، والبلجيكيين ، وبعثة الأمم المتحدة لمساعدة رواندا ( يونامير ). ويعتبر العديد من المواطنين الروانديين (وهي وجهة نظر تتقاسمها وتعبر عنها أيضاً محكمة جرائم الحرب التابعة للأمم المتحدة) أن الكومنولث لعب دوراً حاسماً في خلق أجواء العداء العنصري المشحون الذي سمح بحدوث الإبادة الجماعية ضد التوتسي في رواندا. توصلت ورقة عمل نُشرت في جامعة هارفارد إلى أن بث RTLM كان جزءًا مهمًا من عملية تعبئة السكان، وهو ما استكمل اجتماعات Umuganda الإلزامية.  وُصفت RTLM بأنها "إبادة جماعية إذاعية" و"الموت عن طريق الراديو" و"الموسيقى التصويرية للإبادة الجماعية". 

## قبل الإبادة الجماعية
بدأ التخطيط لإنشاء محطة إذاعة رواندا الوطنية في عام 1992 من قبل المتشددين الهوتو، ردًا على الموقف غير الحزبي المتزايد لإذاعة رواندا والشعبية المتزايدة لإذاعة موهابورا التابعة للجبهة الوطنية الرواندية .  تأسست RTLM في العام التالي، وبدأت البث في يوليو 1993.  وقد هاجمت المحطة محادثات السلام الجارية بين الجبهة الوطنية الرواندية ذات الأغلبية التوتسية والرئيس جوفينال هابياريمانا ، الذي تدعم عائلته المحطة الإذاعية. أصبحت محطة إذاعية شهيرة لأنها عرضت مختارات موسيقية معاصرة متكررة، على عكس الإذاعة الحكومية، وسرعان ما اكتسبت جمهورًا مخلصًا بين الشباب الروانديين، الذين شكلوا فيما بعد الجزء الأكبر من ميليشيا إنتراهاموي .[بحاجة لمصدر]
يُزعم أن فيليسيان كابوغا كان متورطًا بشكل كبير في تأسيس وتمويل RTLM، بالإضافة إلى مجلة كانجورا .  في عام 1993، في اجتماع لجمع التبرعات لشبكة RTLM نظمته حركة الجمهورية الوطنية من أجل الديمقراطية، زُعم أن فيليسيان كابوجا قد حدد علنًا غرض شبكة RTLM باعتباره الدفاع عن قوة الهوتو .
يُعتقد أن المحطة استغلت العداوات العميقة والتحيزات لدى العديد من الهوتو . وقد تم وضع الخطاب البغيض جنباً إلى جنب مع الاستخدام المتطور للفكاهة والموسيقى الزائيرية الشعبية.[بحاجة لمصدر] وكثيرا ما كان يشير إلى التوتسي باسم "الصراصير" (على سبيل المثال: "أنتم [التوتسي] صراصير! سوف نقتلكم!").
يزعم المنتقدون أن الحكومة الرواندية شجعت إنشاء إذاعة RTLM باعتبارها "إذاعة الكراهية"، للالتفاف على حقيقة التزامها بحظر "الدعاية الإذاعية الضارة" في البيان المشترك للأمم المتحدة الصادر في مارس 1993 في دار السلام .  ومع ذلك، ادعى مدير RTLM فرديناند ناهيمانا أن المحطة تأسست في المقام الأول لمواجهة الدعاية التي تبثها إذاعة موهابورا التابعة للجبهة الوطنية الرواندية .[بحاجة لمصدر]
في يناير 1994، بثت المحطة رسائل تنتقد قائد قوة الأمم المتحدة لتقديم المساعدة إلى رواندا روميو دالير لفشله في منع مقتل ما يقرب من 50 شخصًا في منطقة منزوعة السلاح تابعة للأمم المتحدة.
بعد إسقاط طائرة هابياريمانا الخاصة في 6 أبريل/نيسان 1994، انضمت RTLM إلى جوقة الأصوات التي تلقي باللوم على المتمردين التوتسي، وبدأت تدعو إلى "حرب نهائية" "لإبادة" التوتسي.

## أثناء الإبادة الجماعية ضد التوتسي في رواندا
خلال الإبادة الجماعية، عملت RTLM كمصدر للدعاية من خلال التحريض على الكراهية والعنف ضد التوتسي، وضد الهوتو الذين كانوا يؤيدون اتفاق السلام، وضد الهوتو الذين تزوجوا من التوتسي، ومن خلال الدعوة إلى إبادة جميع التوتسي في رواندا. وقد غطت إذاعة RTLM آخر المذابح والانتصارات والأحداث السياسية بطريقة تعزز أجندتها المناهضة للتوتسي. في محاولة لنزع الصفة الإنسانية والإهانة، أشارت هيئة الإذاعة والتلفزيون الرواندي باستمرار إلى التوتسي والجبهة الوطنية الرواندية باعتبارهم "صراصير" خلال برامجها الإذاعية.  تم تشغيل موسيقى الهوتو سيمون بيكينيدي بشكل متكرر. كان لديه أغنيتين، "بيني سيباهينزي" ("أبناء والد المزارعين")، و"نانجا أباهوتو" ("أنا أكره الهوتو")، والتي تم تفسيرها فيما بعد على أنها تحريض على الكراهية ضد التوتسي والإبادة الجماعية. 
 
كان أحد الأسباب الرئيسية لنجاح RTLM في الاتصال هو أن أشكال أخرى من مصادر الأخبار مثل التلفزيون والصحف لم تكن قادرة على تحقيق شعبية كبيرة بسبب نقص الموارد. وبالإضافة إلى هذا الحاجز الاتصالي، فإن المناطق التي شهدت معدلات عالية من الأمية وانعدام التعليم بين المواطنين تظل من أكثر المناطق عنفاً أثناء الإبادة الجماعية ضد التوتسي.  لقد شهدت القرى الواقعة خارج منطقة بث RTLM أعمال عنف من القرى التي تلقت بالفعل البث الإذاعي. وتشير التقديرات إلى أن ما يقرب من 10% من كل أعمال العنف في الإبادة الجماعية ضد التوتسي كانت نتيجة للبث الإذاعي البغيض الذي تم إرساله من RTLM. ولم يقتصر الأمر على زيادة العنف العام من خلال إذاعة RTLM، بل أدت مناطق التغطية الإذاعية الكاملة إلى زيادة عدد الأشخاص الذين تمت مقاضاتهم عن أي عنف بنحو 62-69%.  ومع ذلك، فإن ورقة بحثية صدرت عام 2018 تشكك في نتائج تلك الدراسة.
وبينما كانت الإبادة الجماعية تحدث، أعد الجيش الأمريكي خطة لتشويش بث RTLM، لكن هذا الإجراء لم يُتخذ قط، حيث زعم المسؤولون أن تكلفة العملية واتفاقيات البث الدولية و"الالتزام الأمريكي بحرية التعبير" جعلت العملية غير قابلة للتنفيذ. 
عندما دخلت القوات الفرنسية رواندا خلال عملية الفيروز ، والتي كانت تهدف ظاهريًا إلى توفير منطقة آمنة للهاربين من الإبادة الجماعية ولكن يُزعم أيضًا أنها كانت لدعم الحكومة المؤقتة التي يهيمن عليها الهوتو، بثت RTLM من جيسيني ، داعية "فتيات الهوتو إلى الاغتسال وارتداء ملابس جيدة للترحيب بحلفائنا الفرنسيين. لقد ماتت فتيات التوتسي جميعًا، لذا لديكم فرصتكم".
وعندما سيطر جيش الجبهة الوطنية الرواندية بقيادة التوتسي على البلاد في يوليو/تموز، استولت حركة RTLM على معداتها المتنقلة وفرت إلى زائير مع اللاجئين الهوتو.

## الأفراد المرتبطين بالمحطة

### المقدمون/المنشطون
- كانتانو هابيمانا ، المعروف شعبيا باسم "كانتانو". دعا [15] [16] رسوم متحركة من حيث وقت البث، "أولئك الذين يحملون الأسلحة [أن] يذهبوا على الفور إلى هؤلاء الصراصير [و] يحاصروهم ويقتلوهم..."
- فاليري بيميريكي ، رسامة الرسوم المتحركة الأنثى الوحيدة. كانت بيميريكي معروفة بدعواتها إلى استخدام العنف باستخدام السواطير ؛ وعلى عكس كانتانو، التي دعت إلى استخدام فرق الإعدام رميا بالرصاص، قالت بيميريكي للمستمعين "لا تقتلوا تلك الصراصير برصاصة - بل اقطعوها إلى أشلاء باستخدام الساطور".
- نويل هيتيمانا ، الذي كان يعمل سابقًا كمنشط في إذاعة رواندا قبل أن يتم فصله بسبب إهانة الرئيس جوفينال هابياريمانا على الهواء وهو في حالة سُكر. [17]
- جورج روجيو ، رجل أبيض من بلجيكا من أصل إيطالي ، والذي بعد انتقاله بعيدًا عن منزله في سن 35 عامًا [18] للعمل في لييج ، التقى برجل هوتو من رواندا. بعد لقائه بالرئيس جوفينال هابياريمانا ، قام بزيارة رواندا ثم انتقل إليها قبل عام من الإبادة الجماعية. [19] في إذاعة RTLM، ألقى روجيو محاضرة عن قوة الهوتو على الرغم من أصوله غير الرواندية، وحث المستمعين على قتل التوتسي وأخبر المستمعين أن "القبور تنتظر أن تُملأ". [18]
- فروولد كاراميرا ، نائب رئيس الحركة الديمقراطية الشعبية . تم صياغة مصطلح "قوة الهوتو" رسميًا. كان يبث برامج إذاعية يومية تشجع على القتل الجماعي للتوتسي ويشرف على حواجز الطرق حيث وقعت المذابح. تم تنفيذه في عام 1998. [20]

### أرقام أخرى جديرة بالملاحظة
- فيليسيان كابوجا ، "رئيس مجلس الإدارة المدير العام" أو "رئيس الجمعية العامة لجميع المساهمين". [21] كان كابوجا، وهو ملياردير وصديق مقرب للرئيس جوفينال هابياريمانا ، ممولًا للعديد من وسائل الإعلام القومية المتطرفة الهوتو.
- فرديناند ناهيمانا ، مخرج. مؤرخ محترم حصل على الدكتوراه من جامعة باريس ديدرو ، انضم ناهيمانا إلى إذاعة رواندا بعد طرده من إذاعة رواندا في عام 1993.
- جان بوسكو باراياجويزا ، رئيس اللجنة التنفيذية. كان باراياجويزا شخصية سياسية مهمة شغل منصب مدير السياسات في وزارة الخارجية في وقت الإبادة الجماعية في رواندا . [22]
- غاسبارد غاهيجي، رئيس التحرير
- فوكاس هابيمانا، مدير يومي

## الآثار اللاحقة
بدأت المحكمة الجنائية الدولية لرواندا إجراءاتها ضد إذاعة RTLM في 23 أكتوبر/تشرين الأول 2000 – إلى جانب محاكمة حسن نجيزي ، مدير ورئيس تحرير مجلة كانجورا .
في 19 أغسطس 2003، في المحكمة في أروشا، طُلب الحكم بالسجن مدى الحياة على قادة RTLM فرديناند ناهيمانا ، وجان بوسكو باراياجويزا . وجهت إليهم تهم الإبادة الجماعية والتحريض على الإبادة الجماعية وارتكاب جرائم ضد الإنسانية قبل وأثناء فترة الإبادة الجماعية عام 1994 ضد التوتسي.
وفي 3 ديسمبر/كانون الأول 2003، أدانت المحكمة المتهمين الثلاثة وحكمت على ناهيمانا ونغيزي بالسجن مدى الحياة وعلى باراياجويزا بالسجن لمدة 35 عاماً ـ وقد تم استئناف هذا الحكم. وقد صدر حكم الاستئناف في 27 نوفمبر/تشرين الثاني 2007، وخفف الحكم الصادر بحق الثلاثة - ناهيمانا حُكم عليه بالسجن 30 عاماً، وباراياجويزا حُكم عليه بالسجن 32 عاماً، ونغيزي حُكم عليه بالسجن 35 عاماً، مع نقض المحكمة للإدانات في بعض التهم.
في 14 ديسمبر/كانون الأول 2009، أدانت محكمة غاكاكا في رواندا المذيعة في محطة RTLM فاليري بيميريكي وحكمت عليها بالسجن مدى الحياة لدورها في التحريض على أعمال الإبادة الجماعية.